# Хименес, Тахиэль
Тахиэ́ль Адриа́н Химе́нес Са́нчес (исп. Tahiel Adrián Jiménez Sánchez; род. 22 января 2006 или 22 июня 2006, Бока-дель-Рио, Веракрус) — мексиканский футболист, нападающий клуба «Сантос Лагуна».

## Клубная карьера
Хименес — воспитанник клубов «Керетаро» и «Сантос Лагуна». 13 апреля 2024 года в матче против «Некаксы» он дебютировал в мексиканской Примере в составе последнего. 2 сентября в поединке против «Некаксы» Тахиэль забил свой первый гол за «Сантос Лагуна».

## Международная карьера
В 2023 году в составе юношеской сборной Мексики Хименес принял участие в юношеском чемпионате мира в Индонезии. На турнире он сыграл в матчах против команд Германии, Новой Зеландии, Венесуэлы и Мали. В поединке против немцев Тахиэль забил гол.